# Hubert Van den Bossche
Hubert Van den Bossche (Ninove, 1874 - Linkebeek, 1957) was een Belgisch kunstschilder.
Hij was leerling van de Academie in Brussel en was lid van de Brusselse kunstenaarsvereniging "Labeur". Hij woonde lange tijd in Ruisbroek nabij Brussel. Zijn zoon Jean (°Ukkel, 1910) werd ook kunstschilder.
Van den Bossche schilderde interieurs, landschappen, figuren en stillevens in post-impressionistische stijl.

## Tentoonstellingen
- 1905, Antwerpen, Salle Buyle, 50ste Salon van "Als ik kan" : "De herder"
- 1921, Brussel, Salle Aeolian

## Verzamelingen
- Verz. Belgische Staat